# Eder (província)
Eder (em turco: Iğdır) é uma província do leste da Turquia, situada na região da Anatólia Oriental, com capital na cidade homónima. Tem 3 664 km² de área e em dezembro de 2021 tinha 203 159 habitantes (densidade: 55,4 hab./km²). Faz parte do Curdistão turco e faz fronteira com a Arménia, Azerbaijão e Irão.